# Lasiochernes punctiger
Lasiochernes punctiger är en spindeldjursart som beskrevs av Beier 1959. Lasiochernes punctiger ingår i släktet Lasiochernes och familjen blindklokrypare. Inga underarter finns listade i Catalogue of Life.